# Будущее идей
«Будущее идей» (англ. The Future of Ideas: The Fate of the Commons in a Connected World) — книга профессора права и основателя Creative Commons, Лоуренса Лессига, широко известного в качестве критика продления срока авторских прав в США. Впервые была издана в 2001 году. «Будущее идей» является логическим продолжением предыдущей книги автора «Код и другие законы киберпространства», опубликованной двумя годами ранее. Предыдущая книга повествовала о компьютерных программах, ограничивающих свободу мысли в киберпространстве.

## Содержание
В то время как авторское право помогает авторам получать вознаграждения за свою работу, Лессиг предупреждает, что режим авторского права является чрезмерно строгим и даёт защиту авторского права на слишком длительное время (например, в США это охрана произведения в течение всей жизни автора и ещё 70 лет после его смерти). По мнению Лессига, высказанному в книге, это может уничтожать инновации, а будущее, по его словам, всегда опирается на прошлое. Лессиг также размышляет над продвижением корпоративных интересов больших компаний в целях содействия ужесточению защиты интеллектуальной собственности на трёх уровнях: уровень кода, уровень контента и физический уровень. 
Уровень кода — это то, что управляется компьютерными программами. Например, цензура интернета в КНР путём выяснения географического IP-адреса пользователя. Уровень контента может проиллюстрировать Napster, файлообменный сервис peer-to-peer. Лессиг критикует реакцию звукозаписывающих компаний и Голливуд на такие сервисы. Физический уровень тот, который на самом деле передает информацию от одной точки к другой, и может быть проводным или беспроводным.
Делая выводы, Лессиг подчёркивает важность существующих произведений, переходящих в общественное достояние в разумно короткий период времени, как и было задумано отцами-основателями.

## Creative Commons
15 января 2008 года Лессиг объявил в своем блоге, что его издатели согласилась лицензировать книгу под лицензией Creative Commons Attribution-Noncommercial, и книга в формате PDF стала доступна в сети интернет.

## Издания
- Первое издание в твёрдом переплете (Random House): ISBN 0-375-50578-4
- Издание в мягкой обложке (Vintage books): ISBN 0-375-72644-6
- Онлайн-версия (в формате PDF, распространяется бесплатно по лицензии Creative Commons Attribution-Noncommercial licence)